# Typ II (HADAG)
Der Typ II oder Typ 2 der HADAG Seetouristik und Fährdienst ist eine Klasse von zwei Passagierschiffen mit Namen Blankenese und Neuenfelde. Beide Schiffe verkehren als Hafenfähren innerhalb des Hamburger Verkehrsverbundes im Hamburger Hafen und auf der Elbe. Sie wurden nach Hamburger Stadtteilen benannt.

## Allgemeine Daten
Beide Schiffe wurden auf der Heinrich-Grube-Werft, ab 2001 SSB Spezialschiffbau Oortkaten (2014 aufgelöst), auf Hamburg-Ochsenwerder gebaut. Sie wurden nach den Hamburger Stadtteilen Blankenese und Neuenfelde benannt. Die Blankenese wurde 1990, die Neuenfelde 1991 in Dienst gestellt.
Sie gehörten zu den zunächst sechs neu gebauten Ein-Mann-Schiffen, die nur mit einem Schiffsführer besetzt sind und nach dem Tiefpunkt des Hafenverkehrs in Hamburg am Ende der 1980er Jahre ihren Dienst aufnahmen. Die Neubauten lösten die in den 1950er- und 1960er-Jahren gebauten Typschiffe der HADAG ab.
Die Blankenese ist bereits das dritte Schiff der HADAG, das diesen Namen trägt. Die erste Blankenese war ein im Jahre 1895 gebautes Dampfschiff, das 1929 von der HADAG übernommen und bis zur Abwrackung im Jahr 1953 eingesetzt wurde. Das zweite Schiff war ein Fährschiff Typ II, das von 1955 bis 1986 im Hamburger Hafen fuhr. Die Neuenfelde hatte ein Vorgängerschiff mit diesem Namen. Dieses im Jahr 1927 vom Stapel gelaufene Motorschiff wurde 1962 von der HADAG gekauft und bereits 1968 wieder verkauft.
Die Blankenese und Neuenfelde bildeten zusammen mit der Finkenwerder und Altona eine Bauserie. Die Schiffe erhielten in der ersten Hälfte der 2000er Jahre unterschiedliche Totalumbauten, sodass jeweils zwei baugleiche Paare entstanden. Die Blankenese wurde im Jahr 2004 umgebaut, die Neuenfelde 2005. Dabei wurde die Ausstattung und Einrichtung der Fähren des Schiffstyps 2000 angepasst.

## Technische Daten
Die Schiffe sind 26,45 Meter lang, 6,44 Meter breit und können 210 Fahrgäste, davon 128 auf Sitzplätzen, befördern. Die Blankenese hat einen Tiefgang von 1,90 Metern, die Neuenfelde von 1,55 Metern.
Beide Schiffe sind mit einem Schiffsdieselmotor mit einer Leistung von 585 Kilowatt ausgerüstet. Der Motor treibt über ein Getriebe eine Lips-Düse, die nach dem Prinzip einer Kortdüse funktioniert, an. Die Lips-Düsen, deren Einsatz zu einer Energieeinsparung von 16,9 % führte, wurden im Jahr 2000 nachgerüstet. Mit dem Schiffsantrieb wird eine Geschwindigkeit von 11 Knoten erreicht. Mittschiffs befindet sich ein Querstrahlruder.
Die Schiffe haben zwei Fahrgasträume auf dem Vor- und Hauptdeck. Mittschiffs befindet sich das Ruderhaus, dahinter der Zustiegsbereich mit je einer hydraulisch bewegten Rampe an Backbord und Steuerbord. Der Fahrgastraum auf dem Vorschiff liegt niedriger als das Hauptdeck. Er hat 32 Sitzplätze an acht rechteckigen Tischen und zwei Toiletten. Der Fahrgastraum auf dem Hauptdeck, der durch eine mittig angeordnete automatische Tür vom höhengleichen, offenen Mittelschiff getrennt ist, bietet 60 Sitzplätze an 15 Tischen. An beiden Seiten der Tür zum Fahrgastraum sind Aufgänge zum darüber liegenden Freideck angeordnet. Auf dem Freideck befinden sich sechs Rundtische mit je sechs Sitzplätzen. Die geschwungenen Hauptträger am Heck und der abgerundete Fahrgastraum lehnen sich an die Heckform der Fähren des Typs 2000 an.
Vor den Umbauten in den Jahren 2004 und 2005 hatten die Schiffe einen kleineren Fahrgastraum ohne stufenlosen Zugang auf dem Hauptdeck, an den sich ein kleines Freideck mit Aufgang zum Oberdeck anschloss. Die Schiffe waren anfangs ganz in weiß mit einer grünen Scheuerleiste gestrichen und trugen keine Werbung.
Die Schiffe wurden 1995 mit Fahrscheinautomaten und 2003 mit elektronischen Fahrzielanzeigern  ausgestattet. Im Jahr 2005 wurde ein Elna FIS-Fluss-Informations-System nachgerüstet. Das neue Navigationssystem besteht aus einem Elna-Flussradar 4007/9TFT und einem Inland-EEDIS-Radar-Pilot 720. Es vereint das Radarbild und den Wendeanzeiger und stellt die eigene Position, die anderer Fahrzeuge mit Richtung und Geschwindigkeit, sowie stehende Hindernisse DGPS-unterstützt auf einer elektronischen Elbkarte metergenau dar. Die Investitionskosten für das System betrugen pro Schiff etwa 35.000 Euro.

## Fährdienst
Die Blankenese und Neuenfelde verkehren auf fast allen Hafenfährlinien. Eine Ausnahme bildet die Linie 73 St. Pauli-Landungsbrücken – Oderhöft. Für das sichere Unterfahren der Argentinienbrücke auf Hamburg-Steinwerder setzt die HADAG auf dieser Linie besonders flache Fähren, sogenannte Wassertaxis, ein.

## Belege
Die Informationen dieses Artikels entstammen zum größten Teil aus
- Olaf Marcinkowski: Die heutigen Schiffe der HADAG. In: Hamburger Nahverkehrsnachrichten, 52. Jahrgang Nr. 1. Verein Verkehrsamateure und Museumsbahn e.V., Hamburg März 2005, ISSN 0179-3721, S. 11, 13.
- Schiffspark 2007. (PDF; 6 kB) In: hadag.de. HADAG Seetouristik und Fährdienst, Hamburg, 27. Juni 2007, archiviert vom Original (nicht mehr online verfügbar) am 31. Januar 2012.
- HADAG Charter. Neuenfelde, Blankenese. (PDF; 178 kB) Neuenfelde Blankenese. In: hadag.de. HADAG Seetouristik und Fährdienst, 3. Juli 2007, archiviert vom Original (nicht mehr online verfügbar) am 12. Januar 2011.

Darüber hinaus werden folgende Einzelnachweise zitiert:
1. ↑  HADAG Seetouristik und Fährdienst (Hrsg.): Unsere Flotte (Memento vom 22. August 2010 im Internet Archive). In: hadag.de, abgerufen am 27. Dezember 2008.
2. ↑  HADAG-Pressestelle (Hrsg.): Seit 115 Jahren bringt die HADAG die Pendler sicher über die Elbe. Presseinformation, Hamburg 10. April 2002 (hadag.de (Memento vom 22. Februar 2012 im Internet Archive; PDF; 86 kB)).
3. ↑  Arnold Kludas: Hundert Jahre HADAG-Schiffe 1888–1988. Koehlers Verlagsgesellschaft, Herford 1988, ISBN 3-7822-0446-8, S. 68, 73, 75.
4. ↑  Kurzmeldungen und Berichte. In: Hamburger Nahverkehrsnachrichten, 52. Jg., Nr. 2. Verein Verkehrsamateure und Museumsbahn e.V., Hamburg März 2005, ISSN 0179-3721, S. 18.
5. ↑  HADAG-Pressestelle: Das Jahr 2000 war für die HADAG Seetouristik und Fährdienst AG erfolgreich. Pressemitteilung, Hamburg 20. April 2001, S. 3 (hadag.de (Memento vom 28. September 2007 im Internet Archive; PDF; 50 kB)).
6. ↑  Michael S.: Foto der Neuenfelde auf der SLIP-Anlage bei SSB. In: Elbdampfer-Hamburg.de. 25. Juni 2008, ehemals im Original (nicht mehr online verfügbar); abgerufen am 16. Januar 2009 (keine Mementos). (Seite nicht mehr abrufbar. Suche in Webarchiven)
7. ↑  Christian Hinkelmann: Bauarten der Typschiffe: Typ II. In: Elbdampfer-Hamburg.de. Christian Hinkelmann, 10. Juni 2009, archiviert vom Original (nicht mehr online verfügbar) am 22. September 2017 (mit Foto).
8. ↑  Jan Steinmetz: Foto der Blankenese im Juli 1991. In: Elbdampfer-Hamburg.de. Christian Hinkelmann, 28. Dezember 2008, ehemals im Original (nicht mehr online verfügbar); abgerufen am 16. Januar 2009 (keine Mementos). (Seite nicht mehr abrufbar. Suche in Webarchiven)
9. ↑  Christian Hinkelmann: Jahresrückblick 2016. In: Elbdampfer-Hamburg.de. Christian Hinkelmann, 2017, archiviert vom Original (nicht mehr online verfügbar) am 22. September 2017; abgerufen am 8. Mai 2022 (mit Foto).
10. ↑  Christian Hinkelmann: Foto der Neuenfelde im Spätsommer 1993. In: Elbdampfer-Hamburg.de. Christian Hinkelmann, 5. Juni 2008, ehemals im Original (nicht mehr online verfügbar); abgerufen am 16. Januar 2009 (keine Mementos). (Seite nicht mehr abrufbar. Suche in Webarchiven)
11. ↑  HADAG-Pressestelle (Hrsg.): Eine erfreuliche Entwicklung der Fahrgastzahlen im Hafenfähr- und Berufsverkehr 2004. Presseinformation, Hamburg 14. Januar 2005, S. 4 (hadag.de (Memento vom 7. Mai 2007 im Internet Archive; PDF; 238 kB)).
12. ↑  HADAG-Pressestelle: Das neue elbkartengestützte Radarsystem – HADAG investiert in noch mehr Sicherheit im Schiffsverkehr. Presseinformation, Hamburg 13. Januar 2003 (hadag.de (Memento vom 28. September 2007 im Internet Archive; PDF; 15 kB)).